# Arthur Lange
Arthur Lange (ur. 16 kwietnia 1889, zm. 7 grudnia 1956) – amerykański kompozytor, tekściarz i aranżer.

## Nominacje
Był pięciokrotnie nominowany do Oscara.